# Johann Isenmann
Johann Isenmann, auch Isenmenger, Eisenmenger, Eyßenmanger (* um 1495 in Schwäbisch Hall; † 18. Februar 1574 in Anhausen) war lutherischer Theologe und Reformator.

## Leben
Johann Isenmann war der Sohn des Gerbers Hans Isenmann († 1519). Er studierte ab 1513 in Heidelberg, wurde hier 1516 Magister, Regens der Theologenburse St. Jakob und gehörte 1520 bis 1524 der Artistenfakultät an, deren Dekan er 1523 als Baccalaureus wurde. 1524 wurde er Stadtpfarrer an St. Michael in Schwäbisch Hall, wo sein Freund Johannes Brenz (1499–1570) schon zwei Jahre zuvor zu wirken begonnen hatte. Da Isenmann sich aufgrund seiner reformatorischen Überzeugung nicht mehr vorher zum Priester hatte weihen lassen, lehnten einige Gemeindeglieder den Empfang der Hostie ab. 1527 schafften Brenz und Isenmann die Frühmesse in Schwäbisch Hall ab; das Zusammenwirken der beiden Männer führte schließlich dazu, dass die Reformation in der Reichsstadt eingeführt wurde.
Bei der engen Verbindung zwischen Brenz und ihm ist es nur zu verständlich, dass auch er 1525 für das Syngramma Suevicum eintrat. Bei der Reformation in Württemberg fiel ihm manche Aufgabe zu. So wirkte er 1526/27 mit an der Kirchenordnung und dem Katechismus Brenz’ für Schwäbisch Hall (gedruckt 1543). 1542 wurde Isenmann Superintendent von Schwäbisch Hall. 1546 rief ihn der Rat der Freien Reichsstadt Wimpfen, damit er dort die Reformation durchführte.
Der Schmalkaldische Krieg bzw. das Augsburger Interim vertrieben ihn vorübergehend aus seiner Gemeinde. Während Brenz vor dem Zorn des Kaisers flüchten musste, konnte Isenmann zunächst bleiben. Da aber auch er die Ablehnung des Interims angeraten hatte, wurde er 1548 vom Rat entlassen. Er erhielt nun die Predigerstelle in Urach.
1551 wurde Isenmann Pfarrer und Generalsuperintendent in Tübingen. In dieser Eigenschaft beteiligte er sich an der Vorbereitung der Confessio Virtembergica für das Konzil von Trient und reiste 1551 mit Jacob Beurlin nach Sachsen, um dieses Bekenntnis mit der Confessio Saxonica zu vergleichen. Herzog Christoph nahm ihn 1557 nach Frankfurt am Main mit und ließ ihn 1561 an der Apologia Confessionis Wirtembergicae mitarbeiten.
Aus der Überzeugung heraus, dass er den Aufgaben nicht mehr voll gewachsen sei, wurde er vom Amt des Generalsuperintendenten abberufen. In seinen letzten Lebensjahren war er ab 1558 Abt des Klosters Anhausen.

## Familie
Isenmann heiratete 1527 in Sulzfeld Christina († 1531), Witwe von Hans Stettner, aus Nürnberg-Wöhrd und 1533 in Hall Katharina Bauer (um 1490–1563), Witwe von Claus Reinbolt.
Der spätere Nördlinger Superintendent und frühe Kritiker der Hexenprozesse Wilhelm Friedrich Lutz (1551–1597) war sein Großneffe und wurde von ihm ab 1561 in Anhausen auf das Theologiestudium vorbereitet. Seine Nichten Margarethe Gräter (1501–1548) und Katharina Isenmann (Eisenmenger) (um 1532–1587) waren nacheinander beide mit Johannes Brenz verheiratet.

## Werke
- Johannes Brenz / Johann Isenmann, Bedencken hern J. Brentii und Isenmanni über des Bundt verainigung und was hierunder eim E. Rath verantwortlich (1527), in: Johannes Brenz, Werke. Frühschriften II, Tübingen 1974, S. 197–210
- Vorwort zu: Johannes Brenz, In Epistolam Pavli Ad Philemonem, Et In Historiam Esther Commentarioli, Schwäbisch Hall 1543; deutsch: Commentariolus unnd außlegung Johannis Brentij, uber die Epistel Sanct Pauls, an Philemonem, verteütschet durch Johannem Klopffer, Augsburg 1545
- Refutatio Tertiae partis Sotici scripti, cui Autor Titulum fecit, De Utilitate Et Necessitate Aliorum Iudicio, Sine Suo Proprio Credendi, Autore Ioanne Isenmanno Abbate in Anhausen, Frankfurt 1561 (enthalten in der Verteidigungsschrift der Confessio Virtembergica)
- Siegwalt Schiek (Hg.) / Johannes Isenmann u. a., Das älteste Tübinger Ehebuch 1553–1614. Textedition und Register (Beiträge zur Tübinger Geschichte 11), Stuttgart 2000 (erster Bearbeiter des Ehebuchs ist Johannes Isenmann)